# Astragalus granitovii
Astragalus granitovii är en ärtväxtart som beskrevs av N.Ulziykh. Astragalus granitovii ingår i släktet vedlar, och familjen ärtväxter. Inga underarter finns listade i Catalogue of Life.